# 貪貪貪
《貪、貪、貪》是香港女歌手陳慧嫻於1987年推出的一首快歌，收錄於同年推出的專輯《變、變、變》內。原曲為日本女歌手荻野目洋子的《六本木純情派》，由林振強填詞，作曲吉實明宏，編曲入江純，監製歐丁玉。 雖然《變、變、變》的陳立品造型不受市場歡迎，銷量下降不少，但《貪、貪、貪》依然是一首非常受歡迎的作品，亦取得RTHK龍虎榜冠軍及勁歌金榜季軍位置。

## 簡介
陳慧嫻於1986年的歌曲《跳舞街》極受歡迎，是令她成為一線歌手的重要里程碑，《貪、貪、貪》就是繼《跳舞街》後再次改編荻野目洋子的歌曲，而改編詞則由林振強填寫。雖然《變、變、變》的造型令歌迷卻步，只售得單白金的成績，但《貪、貪、貪》的輕快、陳慧嫻的活潑風格依然深入民心，此歌曲亦是她很受歡迎的歌曲。陳慧嫻的束髻髮型跟陳立品很相似，市場反應不佳，不過精明的陳慧嫻很快在下一張大碟《嫻情》更改造型，更推出《傻女》等經典歌曲，很快就重新得到歌迷支持，但多年後有「翻版陳慧嫻」之稱的糖妹黄山怡經常以這束髻髮型形象出現，而且大受歌迷歡迎，可見不同年代接受力也不一樣。
《貪、貪、貪》是指香港的生活節奏太快，根本沒有足夠時間跟身邊的人相處，因此主角希望「貪」一些時間來實現，例如「貪貪貪 分分鐘在祈望跟你眼望眼」、「貪貪貪 可否相贈明日今天早午晚間」等都有這樣的意思。而亦表達出要更珍惜每一次跟身邊人見面的時間，例如「用放大鏡望你多一番 好像偵探」就是希望更在意對方。

## 成績
| RTHK龍虎榜 | TVB勁歌金榜 |
| ---------- | ----------- |
| 1          | 3           |

- TVB勁歌金榜走勢: 4->4->4->3->8

## 其他版本
在《歡樂今宵》中的「金像獎歌曲頒獎典禮1987」模仿環節，此曲被搞笑改編成《奸奸奸》，由藝人江欣燕以「陳慧岩」之名，並配以陳慧嫻於《反叛》專輯的束髻及紗裙經典少女造型演唱。
有「翻版陳慧嫻」之稱的糖妹曾數次翻唱此歌曲，聲線與陳慧嫻亦有幾分相似。